# 요나스 가르 스퇴레

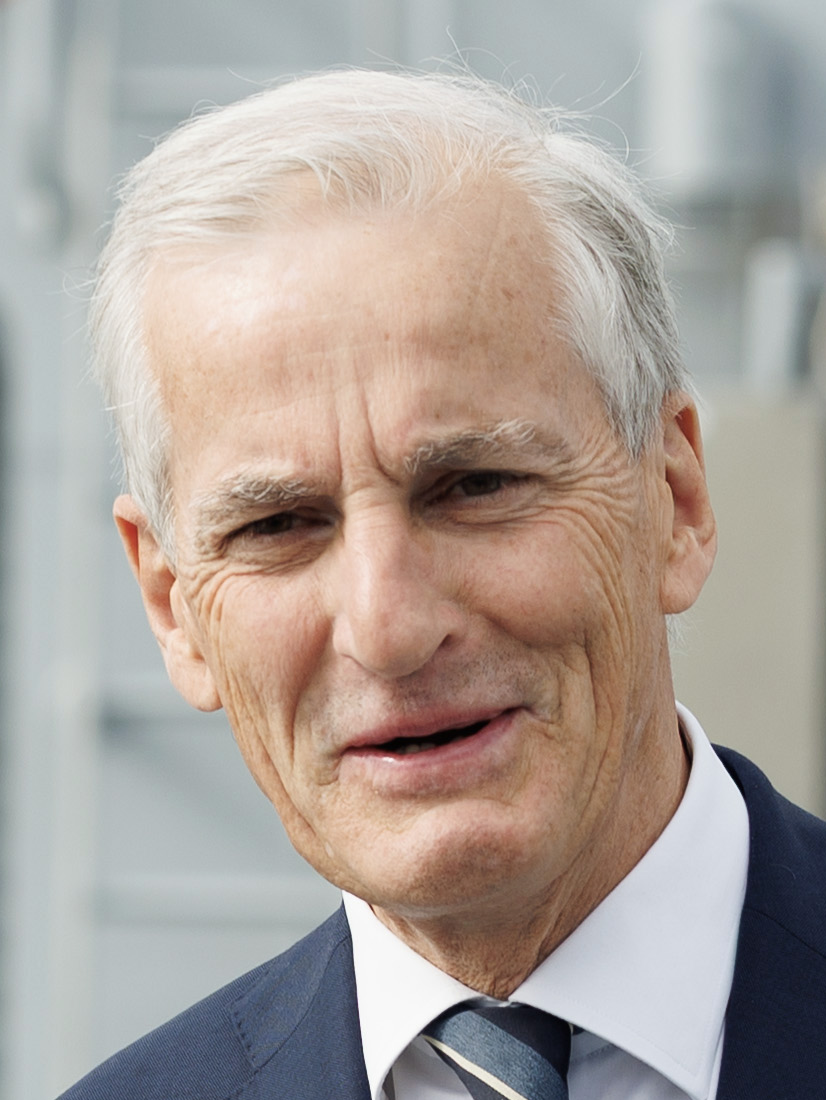
요나스 가르 스퇴레

요나스 가르 스퇴레(노르웨이어: Jonas Gahr Støre, 1960년 8월 25일 ~ )는 노르웨이의 정치인이다. 현재 노르웨이의 총리이자 노동당의 대표이다. 2005년부터 2012년까지 외무장관을 지냈으며, 2012년부터 2013년까지 건강관리부 장관을 지냈다. 2009년부터 현재까지 국회의원직을 지내고 있으며, 2013년부터 2014년까지 국회 재무·외무 상임위원회 부위원장을 지냈다. 현재는 외무 상임위원회 소속이다.
슈퇴어는 1981년부터 1985년까지 파리 정치 대학에서 정치학을 전공했다. 이후 그로 할렘 브룬틀란 총리의 고문 및 총리실장(1989년 ~ 1997년)을 지냈다. 1998년부터 2000년까지 세계보건기구의 전무직을, 2003년부터 2005년까지 노르웨이 적십자의 사무총장직을 역임했다. 그 외에 유엔 제네바 사무국에서 노르웨이 대사를 역임했다. 2021년 10월 14일부터 총리직을 역임하고 있다.

## 같이 보기
- 옌스 스톨텐베르그